# Mevesia guttata
Mevesia guttata är en stekelart som beskrevs av Perkins 1953. Mevesia guttata ingår i släktet Mevesia och familjen brokparasitsteklar. Inga underarter finns listade i Catalogue of Life.